# Крокодил центральноамериканський
Крокодил центральноамериканський (Crocodylus moreletii) — вид плазунів родини крокодилових (Crocodylidae). Один із 13(14) видів роду крокодилів (Crocodylus).
Інша назва «крокодил Морелеті».

## Опис
Загальна довжина сягає 3 м. Морда широка. На потилиці є горбики. На шиї розташовані кістяні щитки. Молоді крокодили яскраво-жовті з чорними смугами. Забарвлення дорослих особин сірувато-буре з темними поперечними смугами й плямами по всьому тулубу та хвості. Радужина очей сріблясто-коричнева.

## Поширення
Мешкає в Центральній Америці — Белізі, Гватемалі та на півдні Мексики. Чисельність популяції становить 10—20 тис. особин.

## Спосіб життя
Полюбляє прісноводні водойми, болота в лісистій місцевості. Часто зустрічаються в прибережних водах. Молоді крокодили ховаються в густій рослинності. Дорослі зариваються на дні  водойм, що пересихають, перечікуючи сезон посухи.
Молоді особини харчуються дрібною рибою та дрібними безхребетними, яких відшукують у воді й у прибережній зоні. Дорослі крокодили полюють на водяних равликів, рибу, птахів, ссавців, плазунів, зокрема мулових черепах. Нападає на домашніх тварин.
Самиця будує кубло на землі — 3 м завширшки й 1 м заввишки й відкладає туди 20—45 яєць перед самим початком сезону дощів. Воно знаходиться поблизу води або на плавучому острівку рослинності. В одне кубло можуть відкладати яйця декілька самиць, які охороняють його весь період інкубації. Через 80 днів з'являються крокодилята. Самиця уважно прислухається до голосів новонароджених, які подають про себе знати, ще перебуваючи в яйці. Почувши сигнал, вона прямує на допомогу до дитинчат, розриває кубло й допомагає їм звільнитися від шкаралупи. Про молодняк піклуються обидва батьки.

## Стосунки з людиною
Завдяки високій якості шкіри та відсутності остеодерм (кістяних щитків) у черевній області, цей крокодил став привабливим об'єктом для промисловості. Скорочення чисельності в результаті полювання — не єдина причина скорочення чисельності виду. Серйозним лихом є вирубка тропічних лісів та будівництво людських поселень у місцях традиційного проживання крокодилів. Заходи з охорони виду проводяться у Мексиканському біосферному заповіднику.